# تفجيرات أورومتشي 1997
في 25 فبراير 1997 انفجرت ثلاث قنابل في ثلاث حافلات (الخط 10، والخط 44، والخط 2) في أورومتشي بسنجان في الصين، وقُتل تسعة أشخاص، بينهم ثلاثة أطفال على الأقل، وأصيب 74 آخرون. وانفجرت قنبلة أخرى في محطة السكك الحديدية الجنوبية (المحطة الرئيسية في أورومتشي)، ولكن فشلت في الانفجار، وعُثِرَ على كرات الصلب والمسامير في القنابل.